# Radio Jatibonico
Radio Jatibonico es una radioemisora cubana inaugurada el 28 de enero de 1957 por iniciativa de Manuel de Jesús López, político de Arroyo Blanco, con fines propagandísticos. Su difusión fundamental era económica, política y comercial, pero incluía aspectos sobre educación, música y cultura en general.
En sus comienzos fue dirigida por José Iba Taira y Ernesto Medialdea, los que a su vez se encargaban de los programas culturales. En la misma se transmitían espacios de música fundamentalmente campesina y diversas noticias nacionales y de la localidad, así como anuncios y propaganda comercial y de servicios.

## Inicios
Aprovechando las circunstancias de la época y el lugar que ocupaba dentro de la política, Manuel de Jesús López Espinosa, en aquel entonces representante de la Cámara, decide instalar una radioemisora con fines propagandísticos de tipo político para su elección y la de su esposa, que en esos momentos ocupaba la alcaldía. El 28 de enero de 1957 comienza a transmitir con la voz del joven precursor de Radio Propaganda Comercial, Edmundo García Gómez, audible en los 540 kilociclos y una potencia de medio kilowatt.
Las primeras trasmisiones se efectuaron desde la caseta de control, situada en la calle Agramonte, esquina a Martí, un año más tarde la emisora es trasladada para los altos de lo que es hoy la cafetería "La Moderna". Al principio la cantidad de trabajadores era ínfima, el mismo estaba compuesto por: Edmundo García (Mundo), Celestino Álvarez (Martilla) , Tomás Pino López (Macho y Ernesto Medialdea, periodista y locutor, todos realizaban las funciones de locutores y operadores de audio.
Su lema era Un río los separa y una emisora los une, refiriéndose de esta forma a la ubicación geográfica del municipio , o sea, como límite entre las provincias de Camagüey y Las Villas, teniendo como fondo musical "La Bella Cubana" de José White. 
Al mejorar las condiciones de la emisora en el año 1958, se incrementa el personal, entre ellos Luis Felipe Bagós, actor de radio y TV nacional, Arley Martínez, Pedro de Paula y José María Rodríguez que alternaban su labor en Radio Sancti Spíritus. En esta etapa, el financiamiento de la emisora era con publicidad del comercio local; los locutores recibían un salario bajo, viéndose obligados a trabajar en otros lugares para poder sobrevivir.
En los albores del 1 de enero de 1959, la emisora pasa al servicio de la Revolución, y posteriormente se integra al FIEL (Frente Independiente de Emisoras Libres), operándose cambios sustanciales en su programación y adquiriendo un perfil diferente. Con ello, aparecieron nuevos programas como Rincón Camagüeyano, programa de música campesina y de otros espacios locales de orientación revolucionaria de la ORI y los Comité de Defensa de la Revolución. Aparece, se transmitían presentaciones en vivo  como la del trío Lisonjeros, el Conjunto de Salabarría o la cantante Elsa Cabrera.
El 24 de junio de 1964, la radio cesa sus transmisiones por orden de la dirección provincial de Camagüey, pues estimaban que existiendo una emisora en Sancti Spíritus y otra en la vecina Ciego de Ávila, no era necesario que existiera CMJJ. La desactivación de la planta fue rápida y sus medios fueron llevados a Nuevitas, aunque algunos plantean que fueron repartidos en Morón y Camagüey.

## La Nueva Emisora
Después de cuarenta y dos años de cesadas sus transmisiones, se concreta el nacimiento de la CMGH Radio Jatibonico, quinta emisora municipal en el sistema de la radiodifusión espirituana gracias a las gestiones del Instituto Cubano de Radio y Televisión (ICRT) que buscaba diversificar su programación. La nueva estación transmite por la frecuencia 105.1 en FM (Frecuencia Modulada) y la señal tiene alcance en todo el municipio jatiboniquense y territorios aledaños.
El 28 de enero de 2008, en conmemoración del natalicio del Apóstol, inicia seis horas de transmisión, tiempo con el que el sistema de la radio espirituana eleva a 55,5 el número de horas diarias.
Más de una veintena de espacios conforma la programación de la emisora, diseñada a partir de encuestas realizadas a los habitantes de la localidad para evaluar gustos, preferencias, tradiciones culturales y horarios de mayor audiencia. Se incluyen informativos, musicales y variados; están dirigidos a diferentes públicos y tienen como objetivo difundir el acontecer cultural, político y social de un territorio.